# TJ Sokol Wien
TJ Sokol Wien (tjeckiska: Tělocvičná jednota Sokol Wien) är en sportförening från Wien, Österrike. Föreningen grundades 1887 som en del av Sokolrörelsen. Föreningen har framförallt haft sportsliga framgångar i volleyboll. De var med och grundade Österreichischer Volleyballverband och vann de sju första mästerskapen. Klubben tävlar numera som del av VB NÖ Sokol Post